# Umar Nazarovich Kremlev
Umar Nazarovich Kremlev (en russe : Умар Назарович Кремлёв), né le 1er novembre 1982 à Serpoukhov, dans l'oblast de Moscou, est un fonctionnaire sportif et une personnalité publique russe.
Depuis 2017, il est titulaire du poste de secrétaire général de la Fédération russe de boxe et membre de son comité exécutif.
Depuis 2019, il est le premier vice-président de l'European Boxing Confederation (EUBC).
Depuis le 12 décembre 2020, il est président de l'association internationale de boxe amateur (AIBA).

## Biographie
Dans sa jeunesse, il faisait de la boxe sous la direction de l’entraîneur Alexei Galeev, à l’âge de 19, il a quitté la boxe,. Il est diplômé de l’Académie d’État de Moscou des services publics et de la construction,.
Par la suite, il exerçait des activités entrepreneuriales dans les secteurs des taxis, de la construction et de la sécurité, ainsi que dans le domaine de la restauration. Entre 2009 et 2012, il a été président du Centre de développement stratégique et de modernisation. Jusqu’à juillet 2017, il était responsable de la société de promotion « Patriot », agissait en tant que manager et promoteur des boxeurs tels que Roy Jones Jr., Fedor Chudinov, Dmitry Chudinov et Mikhail Aloyan.

## Carrière sportive

### En Russie
Depuis le 1 février 2017, il était membre du comité exécutif de la Fédération russe de boxe, ensuite il a pris le poste de secrétaire général. Il a participé à l’organisation de nombreux grands événements mondiaux de boxe, parmi lesquels la demi-finale du World Boxing Super Series entre Murat Gassiev et Yunier Dorticos et la finale du World Boxing Super Series entre Murat Gassiev et Aleksandr Usik. Il a proposé d’instituer une fête nationale qui allait devenir La Journée de la Boxe Panusse (Boxing Day en Russie), ainsi que La Journée internationale de la Boxe (International Boxing Day) célébrée le 22 juillet (en 2017, il a organisé un entraînement ouvert sur la Place Rouge avec la participation de près de 3000 personnes). Il est initiateur des Forums Internationaux de boxe I et II qui se sont tenus du 1er au 4 février 2018 à Sotchi et du 12 au 16 juin 2019 à Ekaterinburg, ainsi que de création du Fonds global de boxe dont Kremlev est devenu président,.
D'après les résultats de l’année 2018, la Fédération russe de boxe dirigée par Kremlev a été reconnue par l’EUBC comme la meilleure fédération nationale depuis plusieurs années. Kremlev participe à l’organisation de grands événements mondiaux dont ceux de boxe professionnelle, parmi lesquels la demi-finale du World Boxing Super Series entre Murat Gassiev et Yunier Dorticos et la finale du World Boxing Super Series entre Murat Gassiev et Aleksandr Usik, et autres.

### Dans le monde
Le 3 novembre 2018, lors du congrès de l'AIBA à Moscou, Umar Kremlev a été élu à la majorité des voix (63 voix) au Comité exécutif de l’Association internationale de boxe amateur (AIBA) étant devenu le premier citoyen russe au sein du Comité exécutif. À la session du Comité exécutif de l’AIBA qui s’est tenue du 8 au 9 février 2019 à Istanbul (Turquie), il s’est mis à la tête de la commission de l’AIBA du marketing, et le 23 février, il a été élu au poste de premier vice-président de la Confédération européenne de boxe (UBC) à la majorité des voix (25 sur 40). Les élections des nouveaux membres du Comité exécutif et des vice- présidents de l’EUBC se sont tenues à l’Assemblée Générale à Moscou,.
Le 12 décembre 2020, l’AIBA a organisé les elections virtuelles du nouveau président. Sauf le secrétaire général de la Fédération russe de boxe et le vice-président de la Confédération européenne de boxe Umar Kremlev, quatre candidats prétendaient à ce poste. Umar Kremlev a obtenu 86 voix (57,6%) des délégués qui ont participé au vote ayant devancé son plus proche concurrent néerlandais Boris van der Vorst dans une proportion de près de deux pour un. Le Néerlandais a obtenu 44 voix (30%) des délégués. Le manifeste du nouveau leader de l’AIBA Umar Kremlev vise au rétablissement du statut de reconnaissance de l’AIBA dans la communauté sportive internationale, à l’unité de toutes les fédérations nationales de boxe, à la création des académies de boxe sur chaque continents afin d’organiser la formation des athlètes, des entraîneurs et des juges, etc. Kremlev est devenu le troisième citoyen russe qui a été à la tête d’une grande fédération de sports olympiques après Alisher Usmanov (Fédération internationale d’escrime — FIE) et Vladimir Lisin (Fédération internationale de tir sportif — ISSF).

## Décorations
En 2020, il a été décoré de la médaille de l’ordre du Mérite pour la Patrie de la IIe classe pour un apport éminent au développement de la culture physique et du sport, une activité dévouée de longue date.
Sous sa direction, la Fédération de boxe de Russie s’est vu décerner le prix de la Confédération européenne de boxe dans la catégorie « meilleure fédération nationale de l’EUBC 2018 » et « meilleure fédération nationale de l’EUBC 2019».
Il a reçu plusieurs récompenses telles que le certificat d’honneur du président de la fédération de Russie, la médaille « 25 ans du Service de sécurité du président de la fédération de Russie », lettre de félicitations décernée par le président de la fédération de Russie « pour une activité dévouée de longue date » et la croix de l’ordre international « Gloire de Saint-Georges ».

## Controverse
L'Association internationale de boxe amateur (AIBA) n'est plus reconnue depuis juin 2023 par le Comité international olympique (CIO) pour mauvaise gouvernance, et s’est ainsi vu retirer l'organisation des tournois olympiques . Son président Umar Kremlev a essayé de perturber le déroulement des Jeux olympiques d'été de 2024 à Paris en lançant des attaques diffamatoires basées sur des informations non vérifiées, qui remettent en cause la présence de la boxeuse algérienne Imane Khelif dans une compétition féminine, en prétendant que c'est une femme trans. Le porte-parole du Comité International Olympique (CIO) Mark Adams , à défendu l'athlète algérienne en attestant 

« qu'elle est née femme, enregistrée comme femme, vit sa vie en tant que femme, boxe en tant que femme. Ce n'est pas un cas transgenre,. »

Il accuse ensuite le CIO de « détruire le sport féminin » et redouble de critiques envers son président, Thomas Bach, qu'il a qualifié de « sodomite en chef ».
Selon Le Parisien, Umar Kremlev, proche de Vladimir Poutine, est soupçonné depuis de longs mois de vouloir déstabiliser la France pendant les jeux olympiques d'été de 2024, où la Russie a été privée de drapeau, d’hymne national et d’un bon nombre d’athlètes. D'ailleurs, Umar Kremlev a qualifié les 15 athlètes russes qui participent aux Jeux de Paris 2024 sous une bannière neutre de 

« traîtres qui feraient mieux de ne pas revenir. »

Ce conflit entre l'AIBA et le CIO a pris une tournure politique et diplomatique lorsque, le 7 août 2024, au siège de l'Organisation des Nations unies à New York, lors d'une séance du Conseil de sécurité sur les droits des femmes, le représentant de la Russie a dénoncé le fait que lors des Jeux olympiques de Paris, 

« des femmes boxeuses ont fait l'objet de violences publiques de la part d'athlètes qui ont échoué au test hormonal de l'Association internationale de boxe et qui sont des hommes. »

 La riposte algérienne n'a pas tardé, puisque dans la même séance le représentant de l'Algérie a répondu fermement aux allégations russes : 

« La délégation de mon pays ne souhaitait pas voir mêlés la politique et le sport, particulièrement lors des Jeux olympiques qui se déroulent en ce moment. Nous avons entendu une allusion claire à une athlète championne de mon pays. La boxeuse courageuse Imane Khelif est née fille, a vécu son enfance comme fillette et a pratiqué le sport en femme à part entière et je réaffirme ici qu'il n'y a pas le moindre doute là-dessus, sauf pour qui porte un agenda politique dont on ignore les visées. »